# Manbuta subrita
Manbuta subrita là một loài bướm đêm trong họ Erebidae.